# Ichneumenoptera
Ichneumenoptera är ett släkte av fjärilar. Ichneumenoptera ingår i familjen glasvingar.
Kladogram enligt Catalogue of Life:
| Ichneumenoptera | \| \| Ichneumenoptera albiventris \| \| \| \| \| \| Ichneumenoptera auripes \| \| \| \| \| \| Ichneumenoptera caeruleifascia \| \| \| \| \| \| Ichneumenoptera caerulipes \| \| \| \| \| \| Ichneumenoptera cyanescens \| \| \| \| \| \| Ichneumenoptera dohertyi \| \| \| \| \| \| Ichneumenoptera flavicincta \| \| \| \| \| \| Ichneumenoptera flavipalpis \| \| \| \| \| \| Ichneumenoptera flavipectus \| \| \| \| \| \| Ichneumenoptera gracilis \| \| \| \| \| \| Ichneumenoptera ignifera \| \| \| \| \| \| Ichneumenoptera xanthosoma \| \| \| \| |
|                 | \| \| Ichneumenoptera albiventris \| \| \| \| \| \| Ichneumenoptera auripes \| \| \| \| \| \| Ichneumenoptera caeruleifascia \| \| \| \| \| \| Ichneumenoptera caerulipes \| \| \| \| \| \| Ichneumenoptera cyanescens \| \| \| \| \| \| Ichneumenoptera dohertyi \| \| \| \| \| \| Ichneumenoptera flavicincta \| \| \| \| \| \| Ichneumenoptera flavipalpis \| \| \| \| \| \| Ichneumenoptera flavipectus \| \| \| \| \| \| Ichneumenoptera gracilis \| \| \| \| \| \| Ichneumenoptera ignifera \| \| \| \| \| \| Ichneumenoptera xanthosoma \| \| \| \| |
|                 | Ichneumenoptera albiventris |
|                 | |
|                 | Ichneumenoptera auripes |
|                 | |
|                 | Ichneumenoptera caeruleifascia |
|                 | |
|                 | Ichneumenoptera caerulipes |
|                 | |
|                 | Ichneumenoptera cyanescens |
|                 | |
|                 | Ichneumenoptera dohertyi |
|                 | |
|                 | Ichneumenoptera flavicincta |
|                 | |
|                 | Ichneumenoptera flavipalpis |
|                 | |
|                 | Ichneumenoptera flavipectus |
|                 | |
|                 | Ichneumenoptera gracilis |
|                 | |
|                 | Ichneumenoptera ignifera |
|                 | |
|                 | Ichneumenoptera xanthosoma |
|                 | |